# 毛里茨·斯蒂勒
毛里茨·斯蒂勒（瑞典語：Mauritz Stiller，1883年7月17日—1928年11月18日），生于芬兰赫尔辛基，卒于瑞典斯德哥尔摩，瑞典电影艺术先驱，电影导演。
斯蒂勒于1912年进入斯温斯卡影片公司当导演。他与维克多·斯约史特洛姆是瑞典古典电影学派的主要代表人物。他把剧情发展到摄影棚外去处理，拍摄天然实景作为背景来衬托农民、渔夫、伐木工等有血有肉的形象。代表作有根据女作家西尔玛·拉格洛夫小说改编的《阿尔纳的宝藏》（1919年）、《古庄园》（1923年）、《哥斯达·柏林世家》（1924年）和浮华喜剧《走向幸福》（1920年）等。之后，他应聘去好莱坞。但由于工作方式与制片厂体制格格不入而郁郁不得志。在导演了波拉·尼格丽主演的几部影片后，他返回瑞典，不久即病逝。毛里茨·斯蒂勒还以培养了影星葛丽泰·嘉宝而闻名。

## 主要作品
- 1918 火红的小花之歌 Sången om den eldröda blomman
- 1919 阿尔纳的宝藏 Herr Arnes pengar
- 1919 渔村 Fiskebyn
- 1920 横渡激流 Johan
- 1920 走向幸福 Erotikon
- 1923 古庄园 Gunnar Hedes saga
- 1924 哥斯达·柏林世家 Gösta Berlings saga （主演：葛丽泰·嘉宝）
- 1927 帝国饭店 Hotel Imperial （主演：波拉·尼格丽）

## 外部連結
- 毛里茨·斯蒂勒在互联网电影资料库（IMDb）上的資料（英文）